# تنصيب جو بايدن
عُيِّن جو بايدن الرئيس السادس والأربعين للولايات المتحدة الأمريكية في 20 يناير عام 2021، وبدأت بذلك ولايته الرئاسية لمدة أربع سنوات، واستلمت كامالا هاريس منصب نائب الرئيس. أقيم حفل التنصيب في الواجهة الغربية لبناء كابيتول الولايات المتحدة في واشنطن العاصمة، وكان بذلك حفل التنصيب الرئاسي (القسم) التاسع والخمسين. أدى بايدن اليمين الدستورية، وأدت هاريس اليمين الدستورية لمنصب نائب الرئيس.
حدث التنصيب وسط أزمات سياسية، وصحية عامة، واقتصادية وأمنية وطنية غير عادية، ومن ضمنها جائحة فيروس كورونا المستجد، ومحاولات الرئيس السابق دونالد ترامب في تغيير مجرى الانتخابات الرئاسية الأمريكية لعام 2020، والتي حرضت على اقتحام مبنى الكابيتول، ودعوى عزل ترامب الثانية الجديدة، والتهديد باضطراب مدني واسع النطاق، فأدى ذلك إلى تحفيز سلطات إنفاذ القانون الوطني على الاستجابة. قُلِّل عدد الاحتفالات بشكل كبير عبر الجهود المبذولة لمنع انتشار فيروس كورونا، والحد من احتمالية حدوث عمليات عنف بالقرب من مبنى الكابيتول. قُلّلِت أعداد الجمهور المباشر، وسُمح لأعضاء الكونغرس باصطحاب شخص واحد فقط، ليصبح هذا الحدث مشابهًا لخطاب حالة الاتحاد. استُخدِمت تدابير الصحة العامة مثل أقنعة الوجه الإلزامية، والاختبار، وفحص درجة الحرارة والتباعد الاجتماعي لحماية المشاركين في الحفل.
شملت مواضيع حفل التنصيب «أمريكا المتحدة» و«ديمقراطيتنا الحازمة: تشكيل اتحاد أكثر كمالًا» إشارة إلى مقدمة دستور الولايات المتحدة.

## فعاليات حفل التنصيب

### الاتصالات الرئاسية
تضمن نقل السلطة تحويل حسابات الإدارة الرسمية على تويتر، وهما حسابي الرئيس ونائبته. تولى أعضاء سلطة بايدن ملكية عدد من الحسابات المؤسسية، ومن ضمنها حساب البيت الأبيض وحساب سيدة الولايات المتحدة الأولى جيل بايدن وحساب السيد الثاني للولايات المتحدة دوغ إمهوف والسكرتير الصحفي للبيت الأبيض جين ساكي. هُيِّئت المواقع الإلكترونية للسلطات التنفيذية الجديدة، ووُضِعت مواقع الإدارات السابقة في الأرشيف الوطني.

### تدابير الصحة العامة المتعلقة بفيروس كورونا والحضور
أقيمت معظم احتفالات التنصيب التقليدية على أرض الواقع، وذلك على غرار المؤتمر الوطني الديمقراطي لعام 2020. أُقيم الحفل في الهواء الطلق في الواجهة الغربية لمبنى الكابيتول، وهو المكان الذي تحدث فيه احتفالات التنصيب منذ عهد رونالد ريغان عام 1981. خُصِّص لكل عضو في هذه المناسبة تذكرة ضيف واحدة فقط، وذلك على عكس السنوات السابقة التي حصل فيها أعضاء الكونغرس على 200 ألف تذكرة لتوزيعها على الناخبين. سُمِح لحوالي 3000 شخص فقط بالدخول إلى المناطق المحيطة الآمنة، وتجاوز عدد الجمهور المباشر للحدث المصغر الألف بقليل، وجلس الضيوف على منصة التنصيب وأمامها.
اتخذت اللجنة المشتركة لحفلات التنصيب قرار تقليل عدد الحضور بناءً على التشاور مع خبراء الصحة العامة. يقول المؤرخ جيم بيندات إن تدابير الوقاية والأمن من فيروس كورونا التي وُضِعت لتنصيب بايدن ستجعله أصغر احتفال منذ احتفال فرانكلين روزفلت الرابع في عام 1945؛ وذلك عندما أُقيم حفل التنصيب في البيت الأبيض أمام جمهور لم يتجاوز عدده الألف، وذلك بسبب تدهور صحة روزفلت والحرب العالمية المستمرة.
حضر نائب الرئيس السابق مايك بنس الحفل، وذلك على عكس الرئيس السابق دونالد ترامب، وهي المرة الأولى التي يتخلى فيها رئيس عن خليفته منذ رفض أندرو جونسون حضور حفل تنصيب يوليسيس إس.غرانت في عام 1869. حضر كل من الرؤساء السابقين بيل كلينتون، وجورج دبليو. بوش، وباراك أوباما إلى جانب السيدات الأوائل هيلاري كلينتون، ولورا بوش، وميشيل أوباما، ولم يحضر الرئيس السابق جيمي كارتر والسيدة الأولى السابقة روزالين كارتر بسبب عدم تمكنهم من السفر. لم يحضر نواب الرئيس السابقون والتر مونديل، وآل جور، وديك تشيني، ما عدا دان كويل الذي تمكن من الحضور. 
لم يحضر كل قضاة المحكمة العليا الأمريكية الحفل، وذلك لأول مرة منذ أكثر من عقدين، ومن ضمنهم كلارنس توماس وستيفن براير وصامويل أليتو، أقدم أعضاء المحكمة، إذ اختاروا عدم الحضور بسبب فيروس كورونا، وحضر القضاة الستة الآخرون. تضمن ما تبقى من الحضور أفراد عائلة بايدن وهاريس، ومرشحو بايدن لمجلس الوزراء، والعديد من السفراء إلى الولايات المتحدة، وكبار الشخصيات الأخرى. دُعي ممثل تايوان في الولايات المتحدة (السفير الفعلي للبلاد) لحضور حفل تنصيب رئاسي لأول مرة بحضور السياسية التايوانية هسياو بي-خيم.

## احتجاجات ومظاهرات
بدأت سلسلة من المظاهرات والاحتجاجات المضادة المتعلقة بنتائج الانتخابات الرئاسية لعام 2020 في ديسمبر عام 2020. طلبت عمدة العاصمة موريل بوزر من وزارة الداخلية، بعد اقتحام مبنى الكابيتول، إلغاء أذون المظاهرة في المدينة ورفض طلبات التظاهر أثناء الافتتاح ولكنهم لم يوافقوا على ذلك. حددت إدارة المتنزهات الوطنية منطقتين متجاورتين -أجزاءً من حديقة جون مارشال ونصب البحرية التذكاري فقط- لتنفيذ «أنشطة التعديل الأول» (الاحتجاجات). حصرت شرطة المتنزهات الأمريكية أعداد المتظاهرين بمئة شخص بالحد الأقصى في كل موقع، وطالبت بفحص المشاركين عبر أجهزة القياس المغناطيسية. مُنحت الجماعات اليسارية كتحالف أنسر، ما يُعرف بحركة (تحركوا الآن لوقف الحرب وإنهاء العنصرية) ودي. سي. آكشن لاب الإذن بالاحتجاج، ونظمت مظاهرات مع مراعاة حدود عدد المتظاهرين. 
بولِغ في تقدير حجم الاحتجاجات ومسيرات الميليشيات المسلحة من حيث الحجم والنطاق، والتي أشارت تقارير المخابرات إلى أنها ستحدث بالقرب من مبنى الكابيتول الأمريكي وفي عواصم الولاية في يوم التنصيب. تظاهر عدد قليل من الناس على الصعيد الوطني في عواصم الولاية. أفاد تقرير ما بزيارة مؤيد وحيد لترامب مبنى الكابيتول في ولاية نيويورك بنية الاحتجاج متوقعًا «احتجاجًا هائلًا». حمل بعض أعضاء حركة بوغالو بويز من ميشيغان في 17 يناير، قبل ثلاثة أيام من التنصيب، أسلحة بشكل علني خارج مبنى الكابيتول بالولاية، ولكنهم لم يمارسوا أي نوع من العنف. عزت الإذاعة الوطنية العامة عدم وجود احتجاجات عنيفة إلى عدة عوامل: توجيه وزارة العدل مثيري الشغب لعدم اقتحام مبنى الكابيتول، وتحذير منظمو الاحتجاج من عمليات «الراية الكاذبة» التي تنظمها سلطات إنفاذ القانون بغية «تجميع الناس لاحتمال اعتقالهم»، وحظر أو حذف ملفات التعريف والمجموعات والصفحات والتطبيقات على مواقع التواصل الاجتماعي، وذلك مثل خدمة بارلير المرتبطة بالتطرف السياسي والحركات المتطرفة.

## ردود الفعل الدولية
هنّأ العديد من قادة العالم بايدن وهاريس بتوليهما لمنصبيهما، ومن ضمنهم رؤساء الوزراء سكوت موريسون، وألكسندر دي كرو، وبوريس جونسون، وجاستن ترودو، ومته فريدريكسن، وسانا مارين، وكيرياكوس ميتسوتاكيس، وكاترين ياكوبسدوتير، وناريندرا مودي، ومايكل مارتن، وبنيامين نتنياهو، جوزيبي كونتي، يوشيهيديه سوغا، وجاسيندا أرديرن، وإرنا سولبرغ، وعمران خان، وأنطونيو كوستا، وبيدرو سانشيز، وستيفان لوفن، والرؤساء سهلورق زودي، وفرانك-فالتر شتاينماير، وإيمانويل ماكرون، وأندريس مانويل لوبيس أوبرادور، ومون جاي إن، ورئيسة المفوضية الأوروبية أورسولا فون دير لاين، والأمين العام لحلف الناتو ينس ستولتنبرغ، والبابا فرانسيس.
صرحت المتحدثة باسم وزارة الخارجية الصينية هوا تشون ينغ أن الحكومة الصينية تأمل في استعادة بايدن للتعاون الثنائي. وصف الرئيس الإيراني حسن روحاني ترامب بأنه «طاغية»؛ وحث بايدن على العودة إلى الاتفاق النووي الإيراني الذي سحب ترامب الولايات المتحدة منه، وقال إن إيران ستحترم حينئذٍ «التزاماتها بموجب الاتفاقية». وصفت حركة حماس ترامب بأنه «أكبر مصدر وراعي للظلم والعنف والتطرف في العالم»، ودعت بايدن إلى «عكس مسار السياسات المضللة والظالمة ضد شعوبها».